# 762
| [ Edytuj tabelę ]          |                                              |
| Król Asturii               | - 757 Fruela I 768                           |
| Cesarz Bizancjum           | - 741 Konstantyn V Kopronim 775              |
| Chan Bułgarii              | - 760 Telec 763                              |
| Cesarz Chin                | - 756 Tang Suzong 762 - 762 Tang Daizong 779 |
| Król Essexu                | - 758 Sigeric 798                            |
| Król Franków               | - 751 Pepin Krótki 768                       |
| Cesarz Japonii             | - 758 Junnin 764                             |
| Kalif                      | - 754 Al-Mansur 775                          |
| Patriarcha Konstantynopola | - 754 Konstantyn II 766                      |
| Król Longobardów           | - 757 Dezyderiusz 774                        |
| Król Mercji                | - 757 Offa 796                               |
| Król Nortumbrii            | - 759 Etelwald Moll 765                      |
| Papież                     | - 757 Paweł I 767                            |
| Doża Wenecji               | - 756 Domenico Monegario 764                 |
| Król Wessexu               | - 757 Cynewulf 786                           |

Rok 762 / DCCLXII
stulecia: VII wiek ~
VIII wiek ~
IX wiek

lata: 752 «
757 «
758 «
759 «
760 «
761 «
762
» 763
» 764
» 765
» 766
» 767
» 772

## Wydarzenia
- 30 lipca – został założony Bagdad.

## Zmarli
- Heze Shenhui – chiński mistrz chan, założyciel szkoły heze (ur. 670)
- Li Bai – chiński poeta (ur. 701)